# José Ángel Calle Gragera
José Ángel Calle Gragera, né le 10 novembre 1950 à Villafranca de los Barros, est un homme politique espagnol, membre du PSOE ; il est maire de Mérida de 2007 à 2011.